# Universidad Politécnica de la Energía
La Universidad Politécnica de la Energía (UPE) es una institución pública de educación superior, ubicada en el municipio de Tula de Allende, en el Estado de Hidalgo, México.

## Historia
El 19 de noviembre de 2014 fue inaugurada la Universidad Politécnica de la Energía (UPE) en el municipio de Tula. El Decreto de creación de la Universidad Politécnica de la Energía se publicó el 22 de diciembre de 2014 en el Periódico Oficial del Estado de Hidalgo. Con las ingenierías en Energía; petrolera; logística y transporte; y seguridad para la industria energética.

## Oferta educativa
La oferta educativa de la Universidad Politécnica de la Energía es:
- Ingeniería en Energía
- Ingeniería Petrolera
- Ingeniería en Logística y Transporte
- Ingeniería en Seguridad para la industria energética